# 瑪麗婭·杜埃尼亞思
瑪麗婭·杜埃尼亞思·費爾南德斯（2002年12月4日—）是一位西班牙小提琴家和作曲家。

## 生平
瑪麗婭·杜埃尼亞思2002年出生於西班牙格拉納達，她的家庭中沒有專業音樂家，但在家人影響下，她從小便喜歡聆聽古典音樂，並積極參加音樂會，甚至還會自己嘗試作曲，家人也鼓勵她接受音樂訓練。

### 音樂教育
杜埃尼亞思7歲時便進入當地音樂學校學習，11歲時，她獲得馬德里青年音樂協會獎學金，這使她能夠在德累斯頓的卡爾·瑪利亞·馮·韋伯音樂學院學習。之後，她移居維也納，師從世界知名教授波利斯·庫什尼爾，並進入維也納音樂與戲劇藝術大學和格拉茨大學學習。

### 音樂生涯
杜埃尼亞思在歐美多個管弦樂團擔任小提琴獨奏，例如舊金山交響樂團，盧森堡愛樂管弦樂團和西班牙國家管弦樂團。2019年9月，她被美國最古老的古典音樂雜誌《音樂美國》評為“月度新星藝術家”。
杜埃尼亞思在2021年的“來到卡內基音樂廳”比賽中獲得一等獎，該比賽要求每位參賽者表演一段世界頂尖難度的由朱利安·加爾朱洛作曲的為小提琴和鋼琴所作的新奏鳴曲。同年，她在梅紐因國際青少年小提琴比賽青年組中獲一等獎，同時獲得觀眾青睞獎。在這次比賽中，她表演了維托爾德·盧托斯瓦夫斯基的《Subito》，莫札特的D大調第四號小提琴協奏曲和愛德華·拉羅的D小調《西班牙交響曲》。獎金包括2萬美元和一把黃金時期的斯特拉迪瓦里琴2年的使用權。2022年，杜埃尼亞思與德意志留聲機唱片公司簽訂獨家合約。

## 專輯
- Beethoven and Beyond[6]

## 外部連結
- 人物官網（英文）
- 德意志留聲機唱片公司人物主頁（英文）